# Jean Ernoul
Pour les articles homonymes, voir Ernoul (homonymie).
Jean Edmond Ernoul né à Loudun le 5 août 1829 et mort à Lussac-les-Églises le 4 septembre 1899, bâtonnier catholique de Poitiers et homme politique français.

## Biographie
Il fut ministre de la justice sous le premier gouvernement Albert de Broglie du 25 mai au 26 novembre 1873.
Élu député de la Vienne en 1871, il n'est pas réélu lors des élections législatives de 1876.